# Watson R. Sperry
 (signalé en mai 2025).
Si vous disposez d'ouvrages ou d'articles de référence ou si vous connaissez des sites web de qualité traitant du thème abordé ici, merci de compléter l'article en donnant les références utiles à sa vérifiabilité et en les liant à la section « Notes et références ».
- Archive Wikiwix
- Bing
- Cairn
- DuckDuckGo
- E. Universalis
- Gallica
- Google
- G. Books
- G. News
- G. Scholar
- Persée
- Qwant
- (zh) Baidu
- (ru) Yandex
- (wd) trouver des œuvres sur Wikidata

Watson Robertson Sperry est un patron de presse et diplomate américain, né à Sauquoit (en) le 25 juin 1842 et mort à Hartford le 13 février 1926.

## Biographie
Fils du révérend Lyman Sperry et d'Amanda Keziah Robertson, il commence à écrire des éditoriaux pour le Otsego Republican à Cooperstown et à fréquenter le séminaire de Cooperstown sous la direction du révérend Dr Kerr. Après la mort de Kerr, il se rend à la Williston Academy à Easthampton puis au Yale College, dont il sort diplômé en 1871. Remportant de nombreux prix littéraires, il est président du comité de rédaction du Yale Literary Magazine et est membre de Gamma Nu, Delta Beta Xi, Delta Kappa Epsilon, Skull and Bones et Phi Beta Kappa.
En 1874, il épouse Julia Henderson, fille de l'éditeur Isaac Henderson (en). Ils ont eu une fille, Betty, qui épouse le Dr Ritter von Borosini. Il épouse Anna Maria Pletsch Lippold.
Moins d'une semaine après avoir obtenu son diplôme de Yale, Sperry déménage à New York et devient membre de la rédaction du New York Evening Post, dont il est rédacteur en chef de 1875 à 1881. En 1882, il s'établit à Wilmington, acquérant un journal du matin et créant un journal sous le nom de Morning Herald. Important journal dans le Delaware, il s'agit un journal républicain conservateur, l'un des premiers journaux des États du Nord à protester contre les Chevaliers du Travail, force influente à Wilmington à l'époque.
En 1892, le président Benjamin Harrison nomme Sperry ministre résident et consul général en Perse. Il passe ensuite plusieurs années à voyager et à étudier en Allemagne. Il retourne en Amérique en 1901, date à laquelle il déménage à Hartford et travaille pour le Hartford Courant. Il se lie ensuite au Springfield Union jusqu'à ce qu'une mauvaise santé le conduise à se retirer du journalisme.

## Source de la traduction
- (en) Cet article est partiellement ou en totalité issu de l’article de Wikipédia en anglais intitulé « Watson R. Sperry » (voir la liste des auteurs).